# Stazione di North Wembley
La stazione di North Wembley è una stazione sita nella parte settentrionale di Wembley, nel borgo londinese di Brent. È servita dai servizi dalla metropolitana di Londra e da treni suburbani transitanti sulla linea lenta per Watford.

## Storia
La stazione venne aperta, per la prima volta, dalla London and North Western Railway il 15 giugno 1912 come parte della "Linea Nuova" tra Euston e Watford Junction; il servizio della linea Bakerloo, gestito dalla LER, iniziò il 16 aprile 1917. In origine chiamata East Lane, dopo la costruzione del ponte stradale che scavalca la stazione, venne chiamata North Wembley. Fu costruita sullo stesso progetto delle altre nuove stazioni della stessa linea e appare molto simile a quella di Kenton due fermate più a nord.

## Movimento
La stazione è servita dai treni della linea Bakerloo della metropolitana di Londra e dai treni della linea Watford DC della London Overground, transitanti lungo la linea ferroviaria omonima.
Il servizio della London Overground prevede, negli orari di morbida, quattro treni all'ora per direzione (verso Euston e verso Watford Junction).

## Interscambi
Nelle vicinanze della stazione effettuano fermata delle linee automobilistiche, gestite da London Buses.
- Fermata autobus